# 芦花镇
芦花镇，是中华人民共和国四川省阿坝藏族羌族自治州黑水县下辖的一个乡镇级行政单位。

## 行政区划
芦花镇下辖以下地区：
芦花镇社区、四美村、沙板沟村、查拉村、罗坝街村、卓格都村、德石窝村、铁别村、日多村、泽盖村、热拉村、谷汝村、二古鲁村和三打古村。